# La Spéciale Fêtes
La Spéciale Fêtes is een Belgisch bier. Het wordt gebrouwen door Brasserie de Bouillon te Sensenruth, een deelgemeente van Bouillon.
La Spéciale Fêtes is een donker kerstbier van hoge gisting met een alcoholpercentage van 8,5%. Het is een seizoensbier dat enkel tegen het einde van het jaar wordt gebrouwen.